# Divjezahodni roman
Divjezahodni roman (tudi indijanarica, kavbojka, vestern, mejaška pripoved (frontier novel), izseljenska povest) je literarni žanr, ki je bil najbolj razširjen na ameriških tleh. Njegov začetnik je ameriški pisatelj James Fenimore Cooper. Podobne vesternu so zgodbe, ki se dogajajo v Južni Ameriki (gaucho literatura Argentine) in zgodbe o naseljevanju avstralskega zaledja. Žanr je bil popularen v več medijih: v romanu v snopiču, v stripu in filmu (vestern). Danes je produkcija žanra skromna.

## Značilnosti
Divjezahodni roman se dogaja v 18. in 19. stoletju na ameriškem divjem zahodu. Je podzvrst pustolovskega žanra. Zanj je značilno: 
- napetost v dogajanju,
- veliko dogodivščin,
- spopadi glavne osebe z nasprotniki,
- kot glavne osebe nastopajo Indijanci, kavboji, rudarji v rudnikih zlata, evropski priseljenci in izobčenci.

Spopadi se odvijajo med: 
- evropskimi kolonisti: spopadi med Francozi in Angleži za ozemlja v Severni Ameriki,
- Evropejci in Indijanci: prodiranje Evropejcev na ozemlja ameriških staroselcev,
- posestniki in roparji: spopadi med dobrimi kavboji in zlikovci

## Zgodovina
Predhodnik divjezahodnega romana je frontier novel, ki jih je pisal James Fenimore Cooper. Romane je postavljal na območje apalaških gora in zahodno od njih. 
V petdesetih letih 19. stoletja se je divjezahodni roman uveljavil kot samostojni žanr z imenom dime novel. Za prvi tak roman velja Malaeska: the Indian Wife of the White Hunter (1839). 
Zgodbe so bile fiktivne, a so temeljile na resničnih osebah: Billy the Kid, Buffalo Bill, Wyatt Earp, Wild Bill Hickok, Jesse James.
Konec 19. stoletja (1896) so začele izhajati pulp revije, cenene revije z divjezahodnimi zgodbami. Tematiko divjezahodnih romanov so približale bralcem, ki so živeli na vzhodu. V tem obdobju je žanr zaživel tudi v Evropi. V 50. letih 20. stoletja so se pojavili stripi. Leta 1953 je bila ustanovljena organizacija Western Writers of America, ki je promovirala žanr. Vrh priljubljenosti je doživel v 1960. letih, v 70. in 80. letih pa je priljubljenost upadla in v začetku 21. stoletja zamrla. Peacemakerjeve nagrade za najboljšo divjezahodno zgodbo letno podeljuje organizacija Western Fictioneers.
V Evropi je bil najbolj poznan pisec žanra Karl May, pisali pa so jih še Joachim Heinrich Campe, Charles Sealsfield, Friedrich Gerstäcker idr.

## Avtorji
Med najbolj znane avtorje divjezahodnih romanov sodijo:
- Ann Sophia Stephens (1810–1886): Malaeska: the Indian Wide of the White Hunter (1839)
- James Fenimore Cooper (1789–1851): The Pioneers (1823): prva knjiga v seriji del o Usnjeni nogavici - The Leatherstocking Tales (1823–1841)
- Harriet Beecher Stowe (1811–1896): Uncle Tom’s Cabin (1852)
- Bret Harte (1836–1902): The Luck of the Roaring Camp and Other Sketches (1870)
- Owen Winster (1860–1938): The Virginian (1902)
- Clarence Mulford (1883–1956): zgodbe o Hopalong Cassidy (1904)
- Zane Grey (1872–1912): Riders of the Purple Sage (1912)
- Walter van Tilburg Clark (1909–1971): The Ox-Bow (1940)
- A. B. Guthrie mlajši (1901–1991): The Big Sky (1947) in The Way West (1949)
- Jack Schaefer (1907–1991): Shane (1949)
- Fritz Steuben (1898–1981; s pravim imenom Erhard Witek): pisal predvsem indijanarice za mladino
- Louis L’Amour (1908–1988): Hondo (1953)
- George G. Gilman (1936; s pravim imenom Terry Harknett)
- Larry McMurty (1936): Lonesome Dove (1985)
- Cormac McCarthy (1933): Blood Meridian (1985)
- Elmer Kelton (1926–2009): izglasovan za najboljšega pisatelja vesternov vseh časov

## Divjezahodni roman na Slovenskem
Slovenski interes za žanr se je pokazal z dvema hkratnima prevodoma povesti Uncle Tom’s Cabin: Among the Lowly ameriške pisateljice Harriet Beecher Stowe leta 1853. Avtorja prevodov sta bila Franc Malavašič, ki je delu dal naslov Stric Tomova koča ali življenje zamorcov v robnih državah Severne Amerike, in duhovnik Janez Božič, ki ga je naslovil Stric Tomaž in življenje zamorcov v Ameriki.
Izraz indijanarica je bil prvič zapisan 1893 v reviji Vesna. Divjezahodni roman je bil najpogostejši žanr med obema vojnama, prinesli so ga nemški avtorji (Charles Sealsfield in Friedrich Gerstäcker) in prevodi poljskih in francoskih del. Najpopularnejši je bil Nemec Karl May. Zgodbe je pisal v prvi osebi, kar je vplivalo na naklonjen odnos bralca do Indijancev. Njegovi zbrani spisi so v slovenščini izšli med leti 1928 in 1937 v Cirilovi knjižnici v Mariboru.
Divjezahodna tematika v knjigah na Slovenskem:
- Friderik Baraga: Geschichte (…) der Indianer (1837)
- Franc Pirc:  Der Indianer (…) (1855)
- Filip Haredlap: Eno leto med Indijanci (1882)
- Joachim Heinrich Campe: Odkritje Amerike; prev. Hrizogon Majar (1883)
- Jakob Alešovec: Ne v Ameriko! (1883)
- Henryk Sienkiewicz: Za kruhom; prevod Peter Miklavec  (1884;  izvirnik Za chlebem (1880))
- Josip Podmilšak: prevod poljske povesti Amerika ali povsod je dobro, doma najbolje (1885); napisal je tudi pustolovsko povest Žalost in veselje (1870)
- Fran Nedeljko: Naselnikova hči, cvetlica pustinje (1887)
- Pavlina Pajkova: Domačija nad vse! (1889)
- Karl May: Gozdovnik. V založbi Antona Turka (1898)
- James Fenimore Cooper: Natanael Bumppo: Poslednji Mohikanec, Stezosledec, V preriji, Naseljenci; prevod Ivan Strelec (1900, 1901) v založbi Antona Turka
- Karl May: Eri (1901)
- Karl May: Beračeve skrivnosti (1901)
- Fran Zbašnik: Za srečo! (1901)
- Karl May: Sin medvedjega lovca (1924) …
- Mimi Malenšek: Tecumseh – indijanska kronika (1959)
- Mimi Malenšek: Lučka na daljnem severu (1975)

Slovenska kritika je žanr divjezahodnih romanov odklanjala. Do druge svetovne vojne je vendarle izšlo štirideset naslovov, največ v 80. letih po zaslugi ponatisov del Karla Maya.